# Woody Milintachinda
Vuthithorn "Woody" Milintachinda (tiếng Thái: วุฒิธร มิลินทจินดา, sinh ngày 25/11/1976) là nam MC truyền hình, radio người Thái Lan.

## Thời thơ ấu
Woody từng theo học trung học tại New York, sau đó anh quay lại Thái Lan và tốt nghiệp bằng Cử nhân Đại học Thammasat.

## Sự nghiệp
Woody, sinh năm 1976, tên thật Vuthithorn Woody Milintachinda, là nhân vật nổi tiếng hàng đầu của truyền thông, showbiz Thái Lan. Từng được CNN bình chọn là top 100 người ảnh hưởng nhất Châu Á. Anh là một trong những nhà sản xuất, truyền thông cũng như host của các chương trình và là người có sức ảnh hưởng xa hội to lớn tại Thái Lan.
Anh là người sáng lập các sự kiện âm nhạc và giải trí quy mô lớn như S2O Music Festival (có ở Thái Lan và Nhật Bản), Bangkok Countdown, Circuit Asia, Thailand festival, FITFEST....
Với vai trò đa dạng trong lĩnh vực giải trí và truyền thông, DJ, VJ, người dẫn chương trình truyền hình, diễn viên và nhà sản xuất, Woody là đại diện tiêu biểu của Thái Lan trong các cuộc phỏng vấn với các nhân vật nổi tiếng thế giới như: Britney Spears, David Beckham, Thành Long, Dara (2NE1).

## Đời tư
Anh là một người đồng tính công khai.

## Show Host: TV and Online
| Năm      | Tựa Thái  | Tựa        | Kênh                      |
| 2017–nay | คนแปลงร่าง |            | YouTuber:WOODY, คนแปลงร่าง |
| 2020–nay | วู้ดดี้ โชว์   | WOODY SHOW | 7HD35                     |

## Phim tham gia
| Năm  | Tựa                   | Vai                    | Đài    |
| ---- | --------------------- | ---------------------- | ------ |
| 2017 | Paragit Likhit Huajai | Arm                    | One31  |
| 2017 | Princess Hours        | Pakin [Minnie's uncle] | True4u |

## Giải thưởng và đề cử
| Awards | Awards                  | Awards                | Awards    |
| ------ | ----------------------- | --------------------- | --------- |
| Năm    | Gỉai                    | Hạng mục              | Kết quả   |
| 2009   | Nataraja Award          | Talk Show of the Year | Đoạt giải |
| 2009   | Weekend Magazine        | Young and Smart       | Đoạt giải |
| 2010   | Nataraja Award Best     | Talk Show of the Year | Đoạt giải |
| 2010   | Weekend Magazine        | Young and Smart       | Đoạt giải |
| 2010   | Maya Popular Vote       | Most Talkative Host   | Đoạt giải |
| 2010   | Cappra Smart Guy        | Best Host             | Đoạt giải |
| 2010   | Top Award               | Best Host             | Đoạt giải |
| 2011   | Golden TV Awards        | Outstanding Host      | Đoạt giải |
| 2011   | Nataraja Award          | Best Host             | Đề cử     |
| 2011   | OK! Magazine            | OK! Spotlight         | Đoạt giải |
| 2011   | Top Awards              | Talk-About Guy        | Đoạt giải |
| 2012   | Nataraja Award          | Best Host             | Đề cử     |
| 2013   | Nine Entertain Awards   | Host Of The Year      | Đoạt giải |
| 2014   | Nataraja Award          | Best Host             | Đề cử     |
| 2015   | Nataraja Award          | Best Host             | Đề cử     |
| 2018   | GQ Men of the year 2018 | Media Pioneer         | Đoạt giải |